# 希臘-南斯拉夫聯合

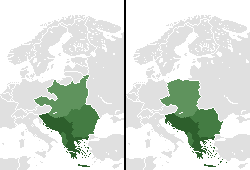
希臘-南斯拉夫聯合

希臘-南斯拉夫聯合是第二次世界大戰期間出現的一個政治概念，由英國贊助。南斯拉夫王國流亡政府和希臘流亡政府雖然簽署協議，同意了這一構想，但這一構想在現實中從未實現。戰後加上蘇聯的反對，這一構想未能成為現實。